# Saint-Pierre-de-Nogaret
Saint-Pierre-de-Nogaret là một xã ở tỉnh Lozère trong vùng Occitanie, phía nam nước Pháp.
Đây là nơi sinh của Jean-Antoine Chaptal (1756-1832), nhà hoá học, chính khách.